# کوتال کان
کوتال یک آش تک (برگرفته از آزتک) در مورتال کمبت است. او بعد از ملینا کان اوت ورلد شد. او با جید روابط عاشقانه‌ای دارد. او قبل از تبدیل شدن به کان، ژنرال ارتش شائو کان بود. او در مورتال کمبت X و مورتال کمبت ۱۱ حضور داشت. او از تارکاتان‌ها و شوکان‌ها متنفر است.